# Howard Crampton
Howard Crampton (ur. 12 grudnia 1865, zm. 15 czerwca 1922) – amerykański aktor ery kina niemego. W latach 1913–1922 wystąpił w 73 filmach.

## Wybrana filmografia
- Dr. Jekyll and Mr. Hyde (1913)
- Traffic in Souls (1913)
- Black Orchids (1917)
- The Voice on the Wire (1917)
- The Gray Ghost (1917)
- The Scarlet Car (1917)
- The Devil's Trail (1919)
- The Trail of the Octopus (1919)
- The Screaming Shadow (1920)
- Nan of the North (1922)